# Steinerne Mühl
Die Steinerne Mühl ist ein Fluss im Mühlviertel in Oberösterreich, der in Südböhmen als Horský potok entspringt. Typologisch zählt er zu den Gewässern des Granit- und Gneishochlandes.

## Geografie
Der Fluss entspringt bei Svatý Tomáš (Tschechien) im südöstlichen Böhmerwald als Horský potok. Einen halben Kilometer westlich liegt die Quelle des Zwettlbaches. Als Kleine Mühl fließt der Fluss Richtung Süden durch das Tal der Steinernen Mühl und durch den Ortskern von Helfenberg, wo er sich nach Westen wendet und dabei einige Stromschnellen entwickelt. Er mündet schließlich südlich von Haslach an der Mühl in die Große Mühl.

## Geschichte
Die Steinerne Mühl gilt zusammen mit der Großen Mühl und der Kleinen Mühl als Namensgeber für das Mühlviertel. Auf alten Landkarten wird die Steinerne Mühl auch als Böhmische, Rauschende oder Kleine Michl geführt. Ein Wasserkraftwerk an der Steinernen Mühl in Helfenberg beliefert seit langem einen großen Teil des Ortes mit Strom.

## Umwelt
Im Tal der Steinernen Mühl, kurz vor Helfenberg, befinden sich durch Wollsackverwitterung entstandene Blockströme, die den Fluss teilweise völlig unter großen Steinblöcken verschwinden lassen. Sie sind vermutlich Namensgeber für die Steinerne Mühl.

### Fauna & Flora
In und an der Steinernen Mühl leben unter anderem Fischotter und Biber, Wasseramseln, Eisvögel, Graureiher und Weißstörche (Haslach an der Mühl). Auf einigen feuchten Mühlwiesen blühen Frühlingsknotenblumen. Der sehr naturnahe Oberlauf in Südböhmen liegt im UNESCO-Biosphärenreservat Šumava und ist zugleich Naturschutzgebiet. Auf österreichischer Seite bei St. Stefan am Walde und bei Haslach bestehen zwei geschützte Landschaftsteile – Letzterer mit einem Naturerlebnisweg.

### Wasserqualität
Die Steinerne Mühl hat eine gute Gewässergüteklasse von I-II.

## Wirtschaft
Viele Mühlen entlang des Verlaufes zeugen von der früheren Bedeutung des Flusses. Kleinere Sägewerke und E-Werke werden auch heute immer noch vom Wasser der Steinernen Mühl angetrieben.